# 秋山博
秋山 博（あきやま ひろし、1909年3月15日 - 1990年4月11日）は、日本の電気工学・半導体物理学者。工学博士。大阪工業大学名誉教授。元電気工学教室担当。
専門は、半導体物理学・電磁気学。

## 略歴
愛媛県今治市出身。東京帝国大学工学部卒業。1950年大阪工業大学工学部電気工学科に着任し、電気工学教室を担当。その後、同学部電気工学科教授を経て、1973年大阪工業大学名誉教授。
大阪工業大学工学部電気工学科にて20年以上の長きに渡り教鞭を執り、大学初期の半導体物理学（のちの半導体工学）・電磁気学の研究育成に貢献した。
主な所属学会は、電気学会、日本物理学会、応用物理学会など。

## 主な研究
- ホール電圧に及ぼす表面準位の影響[5]
- オシログラフ用ブラウン管の記憶特性について[6]
- 偏向変調について
- P+NPダイオードの負性抵抗
- 7p-L-1 Ge Grain BoundaryのV-I特性